# Pelorovis
Pelorovis war eine große Rinder-Gattung aus dem Pliozän, Pleistozän und Holozän Afrikas. Die Gattung trat vor rund 2,5 Millionen Jahren zum ersten Mal auf und überlebte mit Pelorovis antiquus in Nordafrika wahrscheinlich bis vor rund 4000 Jahren. Neuere Studien kommen allerdings zu dem Ergebnis, dass die Gattung nicht monophyletisch ist. Die frühen Formen (P. turkanensis und P. oldowayensis) stehen offenbar der modernen Gattung Bos nahe und könnten bereits die ersten Vertreter der Eigentlichen Rinder repräsentieren. Die spätpleistozäne Form (Pelorovis antiquus) war dagegen offenbar eng mit dem Afrikanischen Büffel (Syncerus) verwandt, und es gibt auch ernsthafte Vorschläge, ihn als Syncerus antiquus zu klassifizieren.

## Aussehen
Pelorovis ähnelte heutigen Rindern, die Hörner übertrafen jedoch in der Länge die der meisten heutigen Arten. Sie konnten Spannweiten von bis zu 3 Metern erreichen. In der Hornform sind sowohl deutliche Unterschiede zu heutigen Arten, als auch zwischen den verschiedenen Pelorovis-Arten vorhanden. Pelorovis oldowayensis und Pelorovis turkanensis besaßen bogenförmig nach unten gebogene Hörner, die von Pelorovis antiquus erinnerten etwas an die des heutigen Wasserbüffels (Bubalus), weshalb diese Art ursprünglich auch in die Gattung Bubalus gestellt wurde.
Pelorovis oldowayensis war ähnlich groß wie ein heutiger Kaffernbüffel, kam jedoch durch die längeren Beine auf eine größere Schulterhöhe. Charakteristisch für diese Art war vor allem der längliche Kopf, der etwas an den heutiger Kuhantilopen erinnert. Pelorovis antiquus war von ähnlicher Größe, aber insgesamt robuster gebaut. Der Schädel dieser Art war auch nicht so lang gestreckt.

## Arten

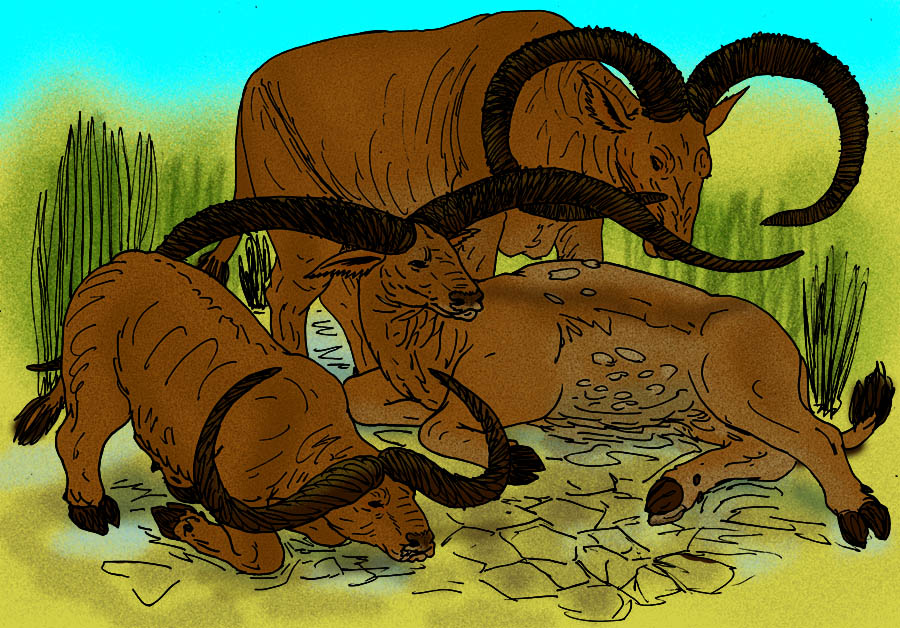
Pelorovis antiquus, P. turkanensis & P. oldowayensis (von links nach rechts)

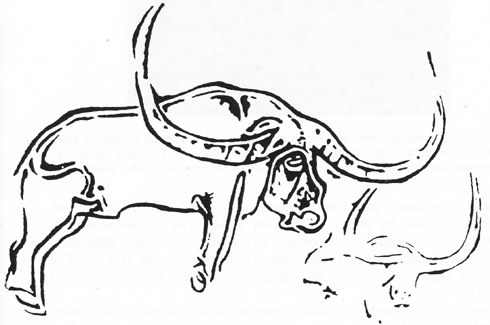
Höhlenmalerei aus Libyen, stellt wahrscheinlich P. antiquus dar

Bislang wurden folgende Arten der Gattung beschrieben:
- Pelorovis antiquus (Duvernoy, 1851)
- Pelorovis turkanensis Harris, 1991
- Pelorovis oldowayensis Reck 1928
- Pelorovis kaisensis Geraads & Thomas, 1994
- Pelorovis howelli Hadjouis & Sahnouni, 2006

## Verbreitung
Pelorovis antiquus kam bis vor 12.000 Jahren noch in Ost- und Südafrika vor. Ein vollständiges Skelett der Art stammt aus der Gegend von Djelfa in Algerien. Fossile und archäologische Befunde lassen darauf schließen, dass diese Art in Nordafrika bis vor etwa 4000 Jahren gelebt hat.
Pelorovis oldowayensis lebte bis vor rund 800.000 Jahren in Afrika südlich der Sahara. Die am besten erhaltenen Funde wurden in der Olduvai-Schlucht in Tansania gefunden.